# Villers-le-Bouillet
Villers-le-Bouillet (in vallone Viyé-l'-Boulet) è un comune francofono del Belgio di 6 110 abitanti, situato nella la Regione Vallone, nella la Provincia di Liegi.